# Bamba Dieng
Cheikh Ahmadou Bamba Mbacke Dieng (Pikine, 23 maart 2000) is een Senegalees voetballer die doorgaans als aanvaller speelt. Hij verruilde Olympique Marseille in januari 2023 voor FC Lorient. Dieng debuteerde in 2021 in het Senegalees voetbalelftal.

## Clubcarrière
Dieng stroomde door vanuit de jeugd van het Senegalese Diambars FC, waarvoor hij in 2019/20 in de Ligue 1 speelde. Hij ging in oktober 2020 voor een jaar op huurbasis naar Olympique Marseille. Hier sloot hij in eerste instantie aan bij het tweede elftal. Hij debuteerde op 10 februari 2021 in de hoofdmacht, tijdens een wedstrijd in de Coupe de France tegen AJ Auxerre. Hij zette in de blessuretijd de 0–2 eindstand op het bord. Dieng maakte vier dagen later ook zijn debuut in de Ligue 1 en kwam dat seizoen tot vijf competitiewedstrijden.
Marseille lijfde Dieng in juli 2021 definitief in. Coach Jorge Sampaoli gaf hem in 2021/22 vervolgens in 25 speelronden speeltijd, in 11 vanaf de aftrap. Dieng scoorde tijdens overwinningen op tegen AS Monaco, Stade Rennais, Strasbourg, Saint-Étienne, Montpellier en FC Lorient samen zeven keer. Toen Sampaoli in juli 2022 werd opgevolgd door Igor Tudor veranderde zijn positie. Tijdens de eerste seizoenshelft van 2022/23 moest hij het doen met negen invalbeurten en één basisplaats. Dieng tekende daarop in januari 2023 voor 2,5 jaar bij FC Lorient.

## Interlandcarrière
Dieng debuteerde op 9 oktober 2021 in het Senegalees voetbalelftal. Bondscoach Aliou Cissé liet hem toen een minuut voor tijd invallen voor Ismaïla Sarr tijdens een met 4–1 kwalificatiewedstrijd voor het Afrikaans kampioenschap thuis tegen Namibië. Hij mocht drie maanden later ook daadwerkelijk mee naar het Afrikaans kampioenschap 2021. Hij kreeg dat toernooi vier invalbeurten en een basisplaats en droeg zo bij aan het winnen van de titel. Hij maakte in de achtste finale tegen Kaapverdië ook zijn eerste doelpunt voor de nationale ploeg. Naar aanleiding van het winnen van de Afrikaanse titel benoemde Senegalees president Macky Sall Dieng - net als al zijn ploeggenoten - tot Grootofficier in de Nationale Orde van de Leeuw. Cissé nam Dieng ook mee naar het WK 2022. Hierop viel hij in alle vier de wedstrijden van de Senegalezen in. Hij scoorde in de poulewedstrijd tegen Qatar.

## Erelijst
| Afrikaans kampioen | 1x | 2021 |